# Batavia Air
Batavia Air war eine indonesische Fluggesellschaft mit Sitz in Jakarta und Basis auf dem Flughafen Soekarno-Hatta.

## Geschichte
Batavia Air wurde im Jahr 2001 durch das Reisebüro PT Metro Batavia gegründet. Nachdem man die Betriebszulassung 2002 erhalten hatte, konnte man im Januar 2002 den Flugbetrieb aufnehmen. Batavia Air nahm am rapiden Wachstum der Luftfahrt in Indonesien teil, ausgelöst durch Billigflüge die das Fliegen für neue Bevölkerungsgruppen erschwinglich machten. Eingesetzt wurden Boeing 737, darunter hauptsächlich die 737-200, aber auch vereinzelt −300 und −400 sowie Fokker-Flugzeuge.
2005 entschied man sich, die Flotte um deutlich jüngere Airbus A319 zu ergänzen. Dazu schloss man im November 2005 einen Leasingvertrag mit AerCap über drei Airbus A319, die Ende 2006 eingeflottet werden sollten. Darüber hinaus erklärte man, in Zukunft – wahrscheinlich ab 2007 – die älteren Boeing 737-200 auszutauschen und durch neuere Flugzeuge, entweder vom Typ A319/A320 oder neuere Boeing 737-Muster zu ersetzen. Ende 2007 zeichnete Batavia Air dann bei ATR eine Bestellung über zehn ATR 72-500 mit einer Option auf weitere zehn Flugzeuge desselben Typs. Die Regionalflugzeuge sollten auf Regionalstrecken eingesetzt werden, für die die anderen Flugzeuge in der Flotte zu groß wären. Je Flugzeug war eine Sitzplatzanzahl von 74 Passagieren vorgesehen. Dies war die erste Bestellung von ATR-Flugzeugen seitens einer indonesischen Fluggesellschaft. Die Bestellung wurde jedoch später storniert und die Flugzeuge nie ausgeliefert.
Im Jahr 2008 wurde bekannt, dass der Gründer und Eigentümer der Gesellschaft, Yudiawan Tansari, dem auch das bei der Gründung involvierte Reisebüro gehörte, eventuell die Fluggesellschaft verkaufen würde, wenn ein gutes Angebot vorläge. Die Gesellschaft hatte 2007 mit 25 teils geleasten Flugzeugen insgesamt 7,5 Millionen Passagiere befördert. Die Flugzeuge hätten dabei eine durchschnittliche Auslastung von 85–90 Prozent erreicht. Insgesamt hatte die Gesellschaft 2007 einen Gewinn von 6 Millionen US-Dollar gemacht, auf der anderen Seite standen jedoch Schulden von etwa 10 Millionen US-Dollar. Letztendlich wurde die Gesellschaft nicht verkauft.
Im Mai 2012 zeichnete sich ab, dass Batavia Air an großen finanziellen Problemen litt. Zahlreiche Flugzeuge wurden von den Leasinggebern zurückgeholt oder von Batavia Air selbst zurückgegeben, während zahlreiche Flüge gestrichen werden mussten, nachdem Leasingraten nicht bezahlt werden konnten. Gerüchte um einen baldigen Konkurs der Billigfluggesellschaft machten die Runde.
Am 30. Januar 2013 meldete Batavia Air schließlich Insolvenz an und stellte den gesamten Betrieb ein.

## Ziele
Batavia Air bediente zuletzt etwa 50 Ziele. Die meisten Flugziele lagen im Inland, jedoch gab es auch internationale Verbindungen wie zum Beispiel nach China, Osttimor, Malaysia oder Singapur. Die Flugzeuge der Batavia Air waren gemäß der Liste der Betriebsuntersagungen für den Luftraum der Europäischen Union vom für indonesischen Fluggesellschaften bestehenden Landeverbot in der EU ausgenommen, Flüge dorthin wurden jedoch zuletzt nicht angeboten.

## Flotte

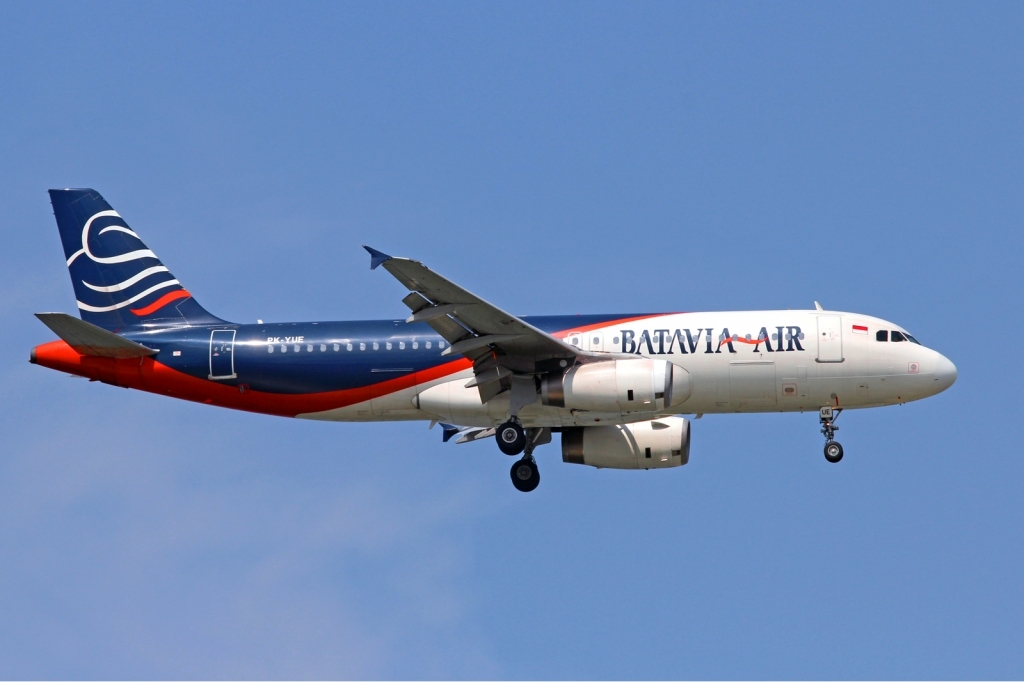
Ein Airbus A320-200 der Batavia Air

Mit Stand November 2012 bestand die Flotte der Batavia Air aus 32 Flugzeugen mit einem Durchschnittsalter von 22,8 Jahren:
- 05 Airbus A320-200
- 01 Airbus A321-200
- 02 Airbus A330-200
- 14 Boeing 737-300
- 09 Boeing 737-400
- 01 Boeing 737-500

## Trivia
- Der Name der Gesellschaft entstammt dem ehemaligen Namen der Stadt Jakarta, Batavia.